# 이두나 (농구 선수)
이두나(2004년 3월 30일 ~ )은 대한민국의 농구 선수이다. 한국여자프로농구(WKBL) 인천 신한은행 에스버드 소속으로 포지션은 포워드이다.

## 경력
2022년 9월에 열린 2022-2023 WKBL 신입선수 선발회에서 2라운드 3순위(전체 9순위)로 인천 신한은행 에스버드에 지명되었다.